# Campionati del mondo di ciclismo su strada 2006 - Cronometro femminile Elite
La cronometro individuale femminile Elite dei Campionati del mondo di ciclismo su strada 2006 venne corsa il 20 settembre 2006 nel territorio circostante Salisburgo, in Austria, per un percorso totale di 26,9 km. La statunitense Kristin Armstrong vinse la medaglia d'oro terminando in 35'04"89.

## Percorso
Le gare a cronometro prendevano il via dalla periferia settentrionale di Salisburgo. Dopo la partenza sulle rive della Salzach, lungo l'Elisabethkai,, nel punto più alto di tutto il tracciato, 575 m s.l.m., il percorso portava i partecipanti verso gli abitati di Hallwang ed Elixhausen, e quindi più a nord verso Obertrum. Il tracciato della gara femminile Elite, a metà strada tra Elixhausen e Obertrum, volgeva nuovamente verso Salisburgo. Il traguardo era posto in Mirabellplatz.

## Squadre e corridori partecipanti
| N. | Corridore           | Pos. | N. | Corridore          | Pos. | N. | Corridore           | Pos. |
| -- | ------------------- | ---- | -- | ------------------ | ---- | -- | ------------------- | ---- |
| 39 | Magdalena Zamolska  | 37º  | 26 | Trine Hansen       | 30º  | 13 | Oenone Wood         | 27º  |
| 38 | Silvia Valsecchi    | 31º  | 25 | Giuseppina Grassi  | NP   | 12 | Tatiana Guderzo     | 22º  |
| 37 | María Isabel Moreno | 25º  | 24 | Irjna Špylevaja    | 36º  | 11 | Jeannie Longo       | 19º  |
| 36 | Lada Kozlikova      | 8º   | 23 | Paulina Brzezna    | 32º  | 10 | Amber Neben         | 10º  |
| 35 | An Van Rie          | 26º  | 22 | Natalja Boyarskaja | 11º  | 9  | Svetlana Bubnenkova | 17º  |
| 34 | Linda Villumsen     | 14º  | 21 | Kathryn Watt       | 28º  | 8  | Edita Pučinskaitė   | 23º  |
| 33 | Loes Gunnewijk      | 21º  | 20 | Edwige Pitel       | 18º  | 7  | Judith Arndt        | 7º   |
| 32 | Li Meifang          | 24º  | 19 | Christiane Soeder  | 16º  | 6  | Susanne Ljungskog   | 15º  |
| 31 | Blaza Klemencic     | 33º  | 18 | Alex Wrubleski     | R    | 5  | Kristin Armstrong   | 1º   |
| 30 | Anne Samplonius     | 20º  | 17 | Urte Juodvalkyte   | 35º  | 4  | Nicole Brändli      | 13º  |
| 29 | Bärbel Jungmeier    | 34º  | 16 | Trixi Worrack      | 9º   | 3  | Nicole Cooke        | 5º   |
| 28 | Eneritz Iturriaga   | 29º  | 15 | Priska Doppmann    | 4º   | 2  | Zul'fija Zabirova   | 6º   |
| 27 | Tereza Hurikova     | 12º  | 14 | Christine Thorburn | 3º   | 1  | Karin Thürig        | 2º   |

## Resoconto degli eventi
La crono vide al via 38 cicliste delle 39 iscritte, con la messicana Giuseppina Grassi assente al via. La ceca Lada Kozlikova mantenne a lungo la leadership provvisoria con un tempo di 36'10", fino a che fu superata dalla svizzera Priska Doppmann, al traguardo con una decina di secondi in meno (35'59"), che a sua volta fu subito battuta dalla statunitense Christine Thorburn (35'33").
Fu poi l'altra statunitense Kristin Armstrong a tagliare il traguardo con il miglior tempo, che rimase tale anche dopo la fine della prova della svizzera campionessa del mondo in carica Karin Thürig, staccata di 25".

## Classifica (Top 10)
| Pos. | Corridore          | Squadra       | Tempo     |
| ---- | ------------------ | ------------- | --------- |
| 1    | Kristin Armstrong  | Stati Uniti   | 35'04"89  |
| 2    | Karin Thürig       | Svizzera      | a 25"57   |
| 3    | Christine Thorburn | Stati Uniti   | a 29"36   |
| 4    | Priska Doppmann    | Svizzera      | a 55"09   |
| 5    | Nicole Cooke       | Gran Bretagna | a 55"68   |
| 6    | Zul'fija Zabirova  | Kazakistan    | a 58"82   |
| 7    | Judith Arndt       | Germania      | a 1'04"34 |
| 8    | Lada Kozlikova     | Rep. Ceca     | a 1'05"70 |
| 9    | Trixi Worrack      | Germania      | a 1'18"76 |
| 10   | Amber Neben        | Stati Uniti   | a 1'26"81 |